# خالد البري
خالد البري (مواليد 1972) هو كاتب مصري درس الطب في جامعة القاهرة، لكنه انتقل إلى لندن بعد التخرج بفترة قصيرة. لقد عاش هناك منذ ذلك الحين. اشتهر بسيرته الذاتية "الدنيا أجمل من الجنة"، الذي ترجم إلى الإنجليزية بواسطة همفري تي ديفيز. كما كتب عدة روايات، بما في ذلك رواية رقصة شرقية التي وصلت إلى القائمة القصيرة لجائزة بوكر العربية.
في عام 2012 ، شارك في برنامج Fall Residency التابع لبرنامج الكتابة الدولية بجامعة أيوا في مدينة أيوا بولاية أيوا.
رئيس تحرير موقع دقائق.نت.